# Stallenbach (Thierseer Ache)
Der Stallenbach ist ein ganzjähriges Fließgewässer in den Bayerischen Voralpen in Tirol.
Der etwa fünf Kilometer lange Bach entsteht östlich des Sattels der Ackernalm und fließt im gleichnamigen Stallenbachtal weitgehend ostwärts. Dabei nimmt er noch Zuflüsse vom südseitigen Veitsbergkamm, bzw. nordseitig von der Wildenkaralm auf. Bei Wacht mündet er von rechts in die Thierseer Ache.